# Sorgträdklättrare
Sorgträdklättrare (Deconychura pallida) är en fågelart i familjen ugnfåglar inom ordningen tättingar.

## Utbredning och systematik
Fågeln delas in i tre underarter med följande utbredning:
- D. p. connectens – västra och nordvästra Amazonområdet norr om Amazonfloden, från östra Colombia och södra Venezuela söderut till östra Ecuador, östra Peru (väster om Río Ucayali) och nordvästra Brasilien (övre Río Negro)
- D. p. pallida – södra Amazonområdet söder om Amazonfloden, från östra och sydöstra Peru (öster om Río Ucayali) österut till amazonska Brasilien (i öster åtminstone till Río Tapajós) och i söder till norra Bolivia och norra Mato Grosso
- D. p. zimmeri  – sydöstra amazonska Brasilien söder om Amazonfloden, från åtminstone Río Tocantins (möjligen från Río Tapajós) österut till Maranhão

Tidigare kategoriserades den som del av Deconychura longicauda, men urskiljs sedan 2016 som egen art av Birdlife International och IUCN, sedan 2023 även av International Ornithological Congress.

## Status och hot
Arten har ett stort utbredningsområde, men tros minska i antal, dock inte tillräckligt kraftigt för att den ska betraktas som hotad. Internationella naturvårdsunionen IUCN listar arten som livskraftig (LC).